# Sittingbourne (stacja kolejowa)
Sittingbourne (ang: Sittingbourne railway station) – stacja kolejowa w miejscowości Sittingbourne, w hrabstwie Kent, w Anglii. Znajduje się na Chatham Main Line i Sheerness Line. Stacja znajduje się 44 mile 1260 jardów od stacji London Victoria. Obsługuje ok. 1 659 200 pasażerów rocznie (dane za rok 2021/2022). Usługi kolejowe są prowadzone przez Southeastern.

## Linie kolejowe
- Chatham Main Line
- Sheerness Line